# Maison de Fézensac
La maison de Fézensac (ou Fezensac), dont la branche aînée s'est éteinte en 1098 dans la maison d'Armagnac, est une branche cadette des comtes de Gascogne, issue au début du Xe siècle de Garcia II Sanche de Gascogne.

## Origines
Les origines de ce personnage ne font pas l'unanimité chez les historiens. Si certains concèdent une origine inconnue, certains « en font un prince de Navarre, et d'autres [...] le rattachent aux précédents comtes gascons ».
En 926, à la mort de Garcia II Sanche de Gascogne dit le Courbé, comte de Gascogne, ses trois fils se partagèrent la Gascogne :
- Sanche devint comte de Gascogne,
- Guillaume Garcès devint comte de Fezensac. Le comté de Fezensac comprenait les villes d'Auch, de Vic et tout l'Armagnac,
- Arnaud devint comte d'Astarac.

Un second partage eut lieu quelque temps plus tard, entre les fils de Guillaume Garcès. L'aîné, Odon de Fezensac eut le Fezensac, le cadet, Bernard Ier le Louche eut l'Armagnac, un troisième fils Fredelon, eut le comté de Gaure, mais ne laissa pas de descendance.
Bernard le Louche est l'auteur de la maison d'Armagnac, tandis que la maison de Fezensac est issue d'Odon. La branche principale de la maison de Fezensac s'est éteinte en 1098 avec la mort du comte Astanove II. Sa fille Anicelle s'était mariée deux fois, avec Bernard III de Bigorre, puis avec Géraud III d'Armagnac, mais les seuls enfants qui atteignirent l'âge adulte étaient ceux du second mariage, et le Fezensac se retrouva ainsi de nouveau réuni à l'Armagnac, hormis la baronnie de Montesquiou qui passa au fils cadet d'Aymeric de Fezensac, Raymond.
En 1777, la famille de Montesquiou est reconnue, « par arrêt du Grand Conseil sur un rapport favorable de Chérin » comme « vraisemblablement issue des anciens Comtes de Fézensac », l'autorisant à ajouter Fezensac à son nom.

## Généalogie
|                                     |                                     |                                     |                                     |                                        |                                        |                                        |                                        |                                        |                                        |                                       |                                       |                                       |                                       |                                   |                                   |                                        |                                        |                                        |                                        |                                        |                                        |                                     |                                     | Garcia II Sanche († 926) comte de Gascogne |                                     |                              |                              |                                                   |                                                   |                                                   |                                                   |                                                   |                                                   |                                            |                                            |                                           |                                           |                                           |                                           |                                             |                                             |                                             |                                             |                                             |                                             |                                      |                                      |                                      |                                      |                                      |                                      |  |  |                       |                       |                       |                       |                               |                               |                               |                               |                               |                               |  |  |  |  |  |  |  |  |  |  |  |  |  |  |  |  |  |  |  |  |
|                                     |                                     |                                     |                                     |                                        |                                        |                                        |                                        |                                        |                                        |                                       |                                       |                                       |                                       |                                   |                                   |                                        |                                        |                                        |                                        |                                        |                                        |                                     |                                     |                                            |                                     |                              |                              |                                                   |                                                   |                                                   |                                                   |                                                   |                                                   |                                            |                                            |                                           |                                           |                                           |                                           |                                             |                                             |                                             |                                             |                                             |                                             |                                      |                                      |                                      |                                      |                                      |                                      |  |  |                       |                       |                       |                       |                               |                               |                               |                               |                               |                               |  |  |  |  |  |  |  |  |  |  |  |  |  |  |  |  |  |  |  |  |
|                                     |                                     |                                     |                                     |                                        |                                        |                                        |                                        |                                        |                                        |                                       |                                       |                                       |                                       |                                   |                                   |                                        |                                        |                                        |                                        |                                        |                                        |                                     |                                     |                                            |                                     |                              |                              |                                                   |                                                   |                                                   |                                                   |                                                   |                                                   |                                            |                                            |                                           |                                           |                                           |                                           |                                             |                                             |                                             |                                             |                                             |                                             |                                      |                                      |                                      |                                      |                                      |                                      |  |  |                       |                       |                       |                       |                               |                               |                               |                               |                               |                               |  |  |  |  |  |  |  |  |  |  |  |  |  |  |  |  |  |  |  |  |
| Sanche III Garcia comte de Gascogne | Sanche III Garcia comte de Gascogne | Sanche III Garcia comte de Gascogne | Sanche III Garcia comte de Gascogne | Sanche III Garcia comte de Gascogne    | Sanche III Garcia comte de Gascogne    |                                        |                                        |                                        |                                        |                                       |                                       |                                       |                                       |                                   |                                   |                                        |                                        |                                        |                                        |                                        |                                        |                                     |                                     |                                            |                                     |                              |                              |                                                   |                                                   | Guillaume Garcia († 965) comte de Fezensac        | Guillaume Garcia († 965) comte de Fezensac        | Guillaume Garcia († 965) comte de Fezensac        | Guillaume Garcia († 965) comte de Fezensac        | Guillaume Garcia († 965) comte de Fezensac | Guillaume Garcia († 965) comte de Fezensac |                                           |                                           |                                           |                                           |                                             |                                             |                                             |                                             |                                             |                                             |                                      |                                      |                                      |                                      |                                      |                                      |  |  |                       |                       |                       |                       | Arnaud Garcia comte d'Astarac | Arnaud Garcia comte d'Astarac | Arnaud Garcia comte d'Astarac | Arnaud Garcia comte d'Astarac | Arnaud Garcia comte d'Astarac | Arnaud Garcia comte d'Astarac |  |  |  |  |  |  |  |  |  |  |  |  |  |  |  |  |  |  |  |  |
| Sanche III Garcia comte de Gascogne | Sanche III Garcia comte de Gascogne | Sanche III Garcia comte de Gascogne | Sanche III Garcia comte de Gascogne | Sanche III Garcia comte de Gascogne    | Sanche III Garcia comte de Gascogne    |                                        |                                        |                                        |                                        |                                       |                                       |                                       |                                       |                                   |                                   |                                        |                                        |                                        |                                        |                                        |                                        |                                     |                                     |                                            |                                     |                              |                              |                                                   |                                                   | Guillaume Garcia († 965) comte de Fezensac        | Guillaume Garcia († 965) comte de Fezensac        | Guillaume Garcia († 965) comte de Fezensac        | Guillaume Garcia († 965) comte de Fezensac        | Guillaume Garcia († 965) comte de Fezensac | Guillaume Garcia († 965) comte de Fezensac |                                           |                                           |                                           |                                           |                                             |                                             |                                             |                                             |                                             |                                             |                                      |                                      |                                      |                                      |                                      |                                      |  |  |                       |                       |                       |                       | Arnaud Garcia comte d'Astarac | Arnaud Garcia comte d'Astarac | Arnaud Garcia comte d'Astarac | Arnaud Garcia comte d'Astarac | Arnaud Garcia comte d'Astarac | Arnaud Garcia comte d'Astarac |  |  |  |  |  |  |  |  |  |  |  |  |  |  |  |  |  |  |  |  |
|                                     |                                     |                                     |                                     |                                        |                                        |                                        |                                        |                                        |                                        |                                       |                                       |                                       |                                       |                                   |                                   |                                        |                                        |                                        |                                        |                                        |                                        |                                     |                                     |                                            |                                     |                              |                              |                                                   |                                                   |                                                   |                                                   |                                                   |                                                   |                                            |                                            |                                           |                                           |                                           |                                           |                                             |                                             |                                             |                                             |                                             |                                             |                                      |                                      |                                      |                                      |                                      |                                      |  |  |                       |                       |                       |                       |                               |                               |                               |                               |                               |                               |  |  |  |  |  |  |  |  |  |  |  |  |  |  |  |  |  |  |  |  |
| Raymond II comte de Ribagorce       | Raymond II comte de Ribagorce       | Raymond II comte de Ribagorce       | Raymond II comte de Ribagorce       | Raymond II comte de Ribagorce          | Raymond II comte de Ribagorce          |                                        |                                        | Gersende                               | Gersende                               | Gersende                              | Gersende                              | Gersende                              | Gersende                              |                                   |                                   |                                        |                                        |                                        |                                        |                                        |                                        |                                     |                                     |                                            |                                     |                              |                              | Odon Falta comte de Fezensac                      | Odon Falta comte de Fezensac                      | Odon Falta comte de Fezensac                      | Odon Falta comte de Fezensac                      | Odon Falta comte de Fezensac                      | Odon Falta comte de Fezensac                      |                                            |                                            |                                           |                                           |                                           |                                           |                                             |                                             |                                             |                                             |                                             |                                             | Bernard Ier comte d'Armagnac         | Bernard Ier comte d'Armagnac         | Bernard Ier comte d'Armagnac         | Bernard Ier comte d'Armagnac         | Bernard Ier comte d'Armagnac         | Bernard Ier comte d'Armagnac         |  |  | Fredelon sgr de Gaure | Fredelon sgr de Gaure | Fredelon sgr de Gaure | Fredelon sgr de Gaure | Fredelon sgr de Gaure         | Fredelon sgr de Gaure         |                               |                               |                               |                               |  |  |  |  |  |  |  |  |  |  |  |  |  |  |  |  |  |  |  |  |
| Raymond II comte de Ribagorce       | Raymond II comte de Ribagorce       | Raymond II comte de Ribagorce       | Raymond II comte de Ribagorce       | Raymond II comte de Ribagorce          | Raymond II comte de Ribagorce          |                                        |                                        | Gersende                               | Gersende                               | Gersende                              | Gersende                              | Gersende                              | Gersende                              |                                   |                                   |                                        |                                        |                                        |                                        |                                        |                                        |                                     |                                     |                                            |                                     |                              |                              | Odon Falta comte de Fezensac                      | Odon Falta comte de Fezensac                      | Odon Falta comte de Fezensac                      | Odon Falta comte de Fezensac                      | Odon Falta comte de Fezensac                      | Odon Falta comte de Fezensac                      |                                            |                                            |                                           |                                           |                                           |                                           |                                             |                                             |                                             |                                             |                                             |                                             | Bernard Ier comte d'Armagnac         | Bernard Ier comte d'Armagnac         | Bernard Ier comte d'Armagnac         | Bernard Ier comte d'Armagnac         | Bernard Ier comte d'Armagnac         | Bernard Ier comte d'Armagnac         |  |  | Fredelon sgr de Gaure | Fredelon sgr de Gaure | Fredelon sgr de Gaure | Fredelon sgr de Gaure | Fredelon sgr de Gaure         | Fredelon sgr de Gaure         |                               |                               |                               |                               |  |  |  |  |  |  |  |  |  |  |  |  |  |  |  |  |  |  |  |  |
|                                     |                                     |                                     |                                     |                                        |                                        |                                        |                                        |                                        |                                        |                                       |                                       |                                       |                                       |                                   |                                   |                                        |                                        |                                        |                                        |                                        |                                        |                                     |                                     |                                            |                                     |                              |                              |                                                   |                                                   |                                                   |                                                   |                                                   |                                                   |                                            |                                            |                                           |                                           |                                           |                                           |                                             |                                             |                                             |                                             |                                             |                                             |                                      |                                      |                                      |                                      |                                      |                                      |  |  |                       |                       |                       |                       |                               |                               |                               |                               |                               |                               |  |  |  |  |  |  |  |  |  |  |  |  |  |  |  |  |  |  |  |  |
|                                     |                                     |                                     |                                     |                                        |                                        |                                        |                                        |                                        |                                        |                                       |                                       |                                       |                                       |                                   |                                   |                                        |                                        |                                        |                                        |                                        |                                        |                                     |                                     |                                            |                                     |                              |                              | Bernard Odon Mancius-Tineas comte de Fezensac     |                                                   |                                                   |                                                   |                                                   |                                                   |                                            |                                            |                                           |                                           |                                           |                                           |                                             |                                             |                                             |                                             |                                             |                                             |                                      |                                      |                                      |                                      |                                      |                                      |  |  |                       |                       |                       |                       |                               |                               |                               |                               |                               |                               |  |  |  |  |  |  |  |  |  |  |  |  |  |  |  |  |  |  |  |  |
|                                     |                                     |                                     |                                     |                                        |                                        |                                        |                                        |                                        |                                        |                                       |                                       |                                       |                                       |                                   |                                   |                                        |                                        |                                        |                                        |                                        |                                        |                                     |                                     |                                            |                                     |                              |                              |                                                   |                                                   |                                                   |                                                   |                                                   |                                                   |                                            |                                            |                                           |                                           |                                           |                                           |                                             |                                             |                                             |                                             |                                             |                                             | Maison d'Armagnac                    |                                      |                                      |                                      |                                      |                                      |  |  |                       |                       |                       |                       |                               |                               |                               |                               |                               |                               |  |  |  |  |  |  |  |  |  |  |  |  |  |  |  |  |  |  |  |  |
|                                     |                                     |                                     |                                     |                                        |                                        |                                        |                                        |                                        |                                        |                                       |                                       |                                       |                                       |                                   |                                   |                                        |                                        |                                        |                                        |                                        |                                        |                                     |                                     |                                            |                                     |                              |                              |                                                   |                                                   |                                                   |                                                   |                                                   |                                                   |                                            |                                            |                                           |                                           |                                           |                                           |                                             |                                             |                                             |                                             |                                             |                                             |                                      |                                      |                                      |                                      |                                      |                                      |  |  |                       |                       |                       |                       |                               |                               |                               |                               |                               |                               |  |  |  |  |  |  |  |  |  |  |  |  |  |  |  |  |  |  |  |  |
| Arnaud sgr de Préneron              | Arnaud sgr de Préneron              | Arnaud sgr de Préneron              | Arnaud sgr de Préneron              | Arnaud sgr de Préneron                 | Arnaud sgr de Préneron                 |                                        |                                        | Ne                                     | Ne                                     | Ne                                    | Ne                                    | Ne                                    | Ne                                    |                                   |                                   | Arnaud Tremble Dieu                    | Arnaud Tremble Dieu                    | Arnaud Tremble Dieu                    | Arnaud Tremble Dieu                    | Arnaud Tremble Dieu                    | Arnaud Tremble Dieu                    |                                     |                                     |                                            |                                     |                              |                              |                                                   |                                                   |                                                   |                                                   | Aymeric Ier comte de Fézensac                     | Aymeric Ier comte de Fézensac                     | Aymeric Ier comte de Fézensac              | Aymeric Ier comte de Fézensac              | Aymeric Ier comte de Fézensac             | Aymeric Ier comte de Fézensac             |                                           |                                           | Raymond Ier Copa († 1049) archevêque d'Auch | Raymond Ier Copa († 1049) archevêque d'Auch | Raymond Ier Copa († 1049) archevêque d'Auch | Raymond Ier Copa († 1049) archevêque d'Auch | Raymond Ier Copa († 1049) archevêque d'Auch | Raymond Ier Copa († 1049) archevêque d'Auch |                                      |                                      |                                      |                                      |                                      |                                      |  |  |                       |                       |                       |                       |                               |                               |                               |                               |                               |                               |  |  |  |  |  |  |  |  |  |  |  |  |  |  |  |  |  |  |  |  |
| Arnaud sgr de Préneron              | Arnaud sgr de Préneron              | Arnaud sgr de Préneron              | Arnaud sgr de Préneron              | Arnaud sgr de Préneron                 | Arnaud sgr de Préneron                 |                                        |                                        | Ne                                     | Ne                                     | Ne                                    | Ne                                    | Ne                                    | Ne                                    |                                   |                                   | Arnaud Tremble Dieu                    | Arnaud Tremble Dieu                    | Arnaud Tremble Dieu                    | Arnaud Tremble Dieu                    | Arnaud Tremble Dieu                    | Arnaud Tremble Dieu                    |                                     |                                     |                                            |                                     |                              |                              |                                                   |                                                   |                                                   |                                                   | Aymeric Ier comte de Fézensac                     | Aymeric Ier comte de Fézensac                     | Aymeric Ier comte de Fézensac              | Aymeric Ier comte de Fézensac              | Aymeric Ier comte de Fézensac             | Aymeric Ier comte de Fézensac             |                                           |                                           | Raymond Ier Copa († 1049) archevêque d'Auch | Raymond Ier Copa († 1049) archevêque d'Auch | Raymond Ier Copa († 1049) archevêque d'Auch | Raymond Ier Copa († 1049) archevêque d'Auch | Raymond Ier Copa († 1049) archevêque d'Auch | Raymond Ier Copa († 1049) archevêque d'Auch |                                      |                                      |                                      |                                      |                                      |                                      |  |  |                       |                       |                       |                       |                               |                               |                               |                               |                               |                               |  |  |  |  |  |  |  |  |  |  |  |  |  |  |  |  |  |  |  |  |
|                                     |                                     |                                     |                                     |                                        |                                        |                                        |                                        |                                        |                                        |                                       |                                       |                                       |                                       |                                   |                                   |                                        |                                        |                                        |                                        |                                        |                                        |                                     |                                     |                                            |                                     |                              |                              |                                                   |                                                   |                                                   |                                                   |                                                   |                                                   |                                            |                                            |                                           |                                           |                                           |                                           |                                             |                                             |                                             |                                             |                                             |                                             |                                      |                                      |                                      |                                      |                                      |                                      |  |  |                       |                       |                       |                       |                               |                               |                               |                               |                               |                               |  |  |  |  |  |  |  |  |  |  |  |  |  |  |  |  |  |  |  |  |
|                                     |                                     |                                     |                                     |                                        |                                        |                                        |                                        |                                        |                                        |                                       |                                       |                                       |                                       |                                   |                                   |                                        |                                        |                                        |                                        |                                        |                                        |                                     |                                     |                                            |                                     |                              |                              |                                                   |                                                   |                                                   |                                                   |                                                   |                                                   |                                            |                                            |                                           |                                           |                                           |                                           |                                             |                                             |                                             |                                             |                                             |                                             |                                      |                                      |                                      |                                      |                                      |                                      |  |  |                       |                       |                       |                       |                               |                               |                               |                               |                               |                               |  |  |  |  |  |  |  |  |  |  |  |  |  |  |  |  |  |  |  |  |
|                                     |                                     |                                     |                                     |                                        |                                        |                                        |                                        |                                        |                                        |                                       |                                       | Guillaume Arnaud sgr de Tremblade     | Guillaume Arnaud sgr de Tremblade     | Guillaume Arnaud sgr de Tremblade | Guillaume Arnaud sgr de Tremblade | Guillaume Arnaud sgr de Tremblade      | Guillaume Arnaud sgr de Tremblade      |                                        |                                        | Constance                              | Constance                              | Constance                           | Constance                           | Constance                                  | Constance                           |                              |                              | Guillaume Astanove Ier († 1064) comte de Fezensac | Guillaume Astanove Ier († 1064) comte de Fezensac | Guillaume Astanove Ier († 1064) comte de Fezensac | Guillaume Astanove Ier († 1064) comte de Fezensac | Guillaume Astanove Ier († 1064) comte de Fezensac | Guillaume Astanove Ier († 1064) comte de Fezensac |                                            |                                            | Raymond                                   | Raymond                                   | Raymond                                   | Raymond                                   | Raymond                                     | Raymond                                     |                                             |                                             |                                             |                                             |                                      |                                      |                                      |                                      |                                      |                                      |  |  |                       |                       |                       |                       |                               |                               |                               |                               |                               |                               |  |  |  |  |  |  |  |  |  |  |  |  |  |  |  |  |  |  |  |  |
|                                     |                                     |                                     |                                     |                                        |                                        |                                        |                                        |                                        |                                        |                                       |                                       | Guillaume Arnaud sgr de Tremblade     | Guillaume Arnaud sgr de Tremblade     | Guillaume Arnaud sgr de Tremblade | Guillaume Arnaud sgr de Tremblade | Guillaume Arnaud sgr de Tremblade      | Guillaume Arnaud sgr de Tremblade      |                                        |                                        | Constance                              | Constance                              | Constance                           | Constance                           | Constance                                  | Constance                           |                              |                              | Guillaume Astanove Ier († 1064) comte de Fezensac | Guillaume Astanove Ier († 1064) comte de Fezensac | Guillaume Astanove Ier († 1064) comte de Fezensac | Guillaume Astanove Ier († 1064) comte de Fezensac | Guillaume Astanove Ier († 1064) comte de Fezensac | Guillaume Astanove Ier († 1064) comte de Fezensac |                                            |                                            | Raymond                                   | Raymond                                   | Raymond                                   | Raymond                                   | Raymond                                     | Raymond                                     |                                             |                                             |                                             |                                             |                                      |                                      |                                      |                                      |                                      |                                      |  |  |                       |                       |                       |                       |                               |                               |                               |                               |                               |                               |  |  |  |  |  |  |  |  |  |  |  |  |  |  |  |  |  |  |  |  |
|                                     |                                     |                                     |                                     |                                        |                                        |                                        |                                        |                                        |                                        |                                       |                                       |                                       |                                       |                                   |                                   |                                        |                                        |                                        |                                        |                                        |                                        |                                     |                                     |                                            |                                     |                              |                              |                                                   |                                                   |                                                   |                                                   |                                                   |                                                   |                                            |                                            |                                           |                                           |                                           |                                           |                                             |                                             |                                             |                                             |                                             |                                             |                                      |                                      |                                      |                                      |                                      |                                      |  |  |                       |                       |                       |                       |                               |                               |                               |                               |                               |                               |  |  |  |  |  |  |  |  |  |  |  |  |  |  |  |  |  |  |  |  |
|                                     |                                     |                                     |                                     |                                        |                                        |                                        |                                        |                                        |                                        |                                       |                                       |                                       |                                       |                                   |                                   |                                        |                                        |                                        |                                        |                                        |                                        |                                     |                                     |                                            |                                     |                              |                              |                                                   |                                                   |                                                   |                                                   |                                                   |                                                   |                                            |                                            |                                           |                                           |                                           |                                           |                                             |                                             |                                             |                                             |                                             |                                             |                                      |                                      |                                      |                                      |                                      |                                      |  |  |                       |                       |                       |                       |                               |                               |                               |                               |                               |                               |  |  |  |  |  |  |  |  |  |  |  |  |  |  |  |  |  |  |  |  |
|                                     |                                     |                                     |                                     | N (Bernard Pelagos comte de Pardiac ?) | N (Bernard Pelagos comte de Pardiac ?) | N (Bernard Pelagos comte de Pardiac ?) | N (Bernard Pelagos comte de Pardiac ?) | N (Bernard Pelagos comte de Pardiac ?) | N (Bernard Pelagos comte de Pardiac ?) |                                       |                                       | Biverne                               | Biverne                               | Biverne                           | Biverne                           | Biverne                                | Biverne                                |                                        |                                        | Aymeric II Forton comte de Fezensac    | Aymeric II Forton comte de Fezensac    | Aymeric II Forton comte de Fezensac | Aymeric II Forton comte de Fezensac | Aymeric II Forton comte de Fezensac        | Aymeric II Forton comte de Fezensac |                              |                              | Bernard                                           | Bernard                                           | Bernard                                           | Bernard                                           | Bernard                                           | Bernard                                           |                                            |                                            |                                           |                                           |                                           |                                           |                                             |                                             |                                             |                                             |                                             |                                             |                                      |                                      |                                      |                                      |                                      |                                      |  |  |                       |                       |                       |                       |                               |                               |                               |                               |                               |                               |  |  |  |  |  |  |  |  |  |  |  |  |  |  |  |  |  |  |  |  |
|                                     |                                     |                                     |                                     | N (Bernard Pelagos comte de Pardiac ?) | N (Bernard Pelagos comte de Pardiac ?) | N (Bernard Pelagos comte de Pardiac ?) | N (Bernard Pelagos comte de Pardiac ?) | N (Bernard Pelagos comte de Pardiac ?) | N (Bernard Pelagos comte de Pardiac ?) |                                       |                                       | Biverne                               | Biverne                               | Biverne                           | Biverne                           | Biverne                                | Biverne                                |                                        |                                        | Aymeric II Forton comte de Fezensac    | Aymeric II Forton comte de Fezensac    | Aymeric II Forton comte de Fezensac | Aymeric II Forton comte de Fezensac | Aymeric II Forton comte de Fezensac        | Aymeric II Forton comte de Fezensac |                              |                              | Bernard                                           | Bernard                                           | Bernard                                           | Bernard                                           | Bernard                                           | Bernard                                           |                                            |                                            |                                           |                                           |                                           |                                           |                                             |                                             |                                             |                                             |                                             |                                             |                                      |                                      |                                      |                                      |                                      |                                      |  |  |                       |                       |                       |                       |                               |                               |                               |                               |                               |                               |  |  |  |  |  |  |  |  |  |  |  |  |  |  |  |  |  |  |  |  |
|                                     |                                     |                                     |                                     |                                        |                                        |                                        |                                        |                                        |                                        |                                       |                                       |                                       |                                       |                                   |                                   |                                        |                                        |                                        |                                        |                                        |                                        |                                     |                                     |                                            |                                     |                              |                              |                                                   |                                                   |                                                   |                                                   |                                                   |                                                   |                                            |                                            | Famille de Montesquiou                    |                                           |                                           |                                           |                                             |                                             |                                             |                                             |                                             |                                             |                                      |                                      |                                      |                                      |                                      |                                      |  |  |                       |                       |                       |                       |                               |                               |                               |                               |                               |                               |  |  |  |  |  |  |  |  |  |  |  |  |  |  |  |  |  |  |  |  |
|                                     |                                     |                                     |                                     |                                        |                                        |                                        |                                        | Raymond II († 1118) archevêque d'Auch  | Raymond II († 1118) archevêque d'Auch  | Raymond II († 1118) archevêque d'Auch | Raymond II († 1118) archevêque d'Auch | Raymond II († 1118) archevêque d'Auch | Raymond II († 1118) archevêque d'Auch |                                   |                                   | Astanove II († 1098) comte de Fezensac | Astanove II († 1098) comte de Fezensac | Astanove II († 1098) comte de Fezensac | Astanove II († 1098) comte de Fezensac | Astanove II († 1098) comte de Fezensac | Astanove II († 1098) comte de Fezensac |                                     |                                     |                                            |                                     |                              |                              |                                                   |                                                   |                                                   |                                                   |                                                   |                                                   |                                            |                                            |                                           |                                           |                                           |                                           |                                             |                                             |                                             |                                             |                                             |                                             |                                      |                                      |                                      |                                      |                                      |                                      |  |  |                       |                       |                       |                       |                               |                               |                               |                               |                               |                               |  |  |  |  |  |  |  |  |  |  |  |  |  |  |  |  |  |  |  |  |
|                                     |                                     |                                     |                                     |                                        |                                        |                                        |                                        | Raymond II († 1118) archevêque d'Auch  | Raymond II († 1118) archevêque d'Auch  | Raymond II († 1118) archevêque d'Auch | Raymond II († 1118) archevêque d'Auch | Raymond II († 1118) archevêque d'Auch | Raymond II († 1118) archevêque d'Auch |                                   |                                   | Astanove II († 1098) comte de Fezensac | Astanove II († 1098) comte de Fezensac | Astanove II († 1098) comte de Fezensac | Astanove II († 1098) comte de Fezensac | Astanove II († 1098) comte de Fezensac | Astanove II († 1098) comte de Fezensac |                                     |                                     |                                            |                                     |                              |                              |                                                   |                                                   |                                                   |                                                   |                                                   |                                                   |                                            |                                            |                                           |                                           |                                           |                                           |                                             |                                             |                                             |                                             |                                             |                                             |                                      |                                      |                                      |                                      |                                      |                                      |  |  |                       |                       |                       |                       |                               |                               |                               |                               |                               |                               |  |  |  |  |  |  |  |  |  |  |  |  |  |  |  |  |  |  |  |  |
|                                     |                                     |                                     |                                     | Bernard III († 1112) comte de Bigorre  | Bernard III († 1112) comte de Bigorre  | Bernard III († 1112) comte de Bigorre  | Bernard III († 1112) comte de Bigorre  | Bernard III († 1112) comte de Bigorre  | Bernard III († 1112) comte de Bigorre  |                                       |                                       |                                       |                                       |                                   |                                   | Anicelle comtesse de Fezensac          | Anicelle comtesse de Fezensac          | Anicelle comtesse de Fezensac          | Anicelle comtesse de Fezensac          | Anicelle comtesse de Fezensac          | Anicelle comtesse de Fezensac          |                                     |                                     |                                            |                                     |                              |                              |                                                   |                                                   |                                                   |                                                   |                                                   |                                                   |                                            |                                            |                                           |                                           |                                           |                                           |                                             |                                             |                                             |                                             |                                             |                                             | Géraud III († 1160) comte d'Armagnac | Géraud III († 1160) comte d'Armagnac | Géraud III († 1160) comte d'Armagnac | Géraud III († 1160) comte d'Armagnac | Géraud III († 1160) comte d'Armagnac | Géraud III († 1160) comte d'Armagnac |  |  |                       |                       |                       |                       |                               |                               |                               |                               |                               |                               |  |  |  |  |  |  |  |  |  |  |  |  |  |  |  |  |  |  |  |  |
|                                     |                                     |                                     |                                     | Bernard III († 1112) comte de Bigorre  | Bernard III († 1112) comte de Bigorre  | Bernard III († 1112) comte de Bigorre  | Bernard III († 1112) comte de Bigorre  | Bernard III († 1112) comte de Bigorre  | Bernard III († 1112) comte de Bigorre  |                                       |                                       |                                       |                                       |                                   |                                   | Anicelle comtesse de Fezensac          | Anicelle comtesse de Fezensac          | Anicelle comtesse de Fezensac          | Anicelle comtesse de Fezensac          | Anicelle comtesse de Fezensac          | Anicelle comtesse de Fezensac          |                                     |                                     |                                            |                                     |                              |                              |                                                   |                                                   |                                                   |                                                   |                                                   |                                                   |                                            |                                            |                                           |                                           |                                           |                                           |                                             |                                             |                                             |                                             |                                             |                                             | Géraud III († 1160) comte d'Armagnac | Géraud III († 1160) comte d'Armagnac | Géraud III († 1160) comte d'Armagnac | Géraud III († 1160) comte d'Armagnac | Géraud III († 1160) comte d'Armagnac | Géraud III († 1160) comte d'Armagnac |  |  |                       |                       |                       |                       |                               |                               |                               |                               |                               |                               |  |  |  |  |  |  |  |  |  |  |  |  |  |  |  |  |  |  |  |  |
|                                     |                                     |                                     |                                     |                                        |                                        |                                        |                                        |                                        |                                        |                                       |                                       |                                       |                                       |                                   |                                   |                                        |                                        |                                        |                                        |                                        |                                        |                                     |                                     |                                            |                                     |                              |                              |                                                   |                                                   |                                                   |                                                   |                                                   |                                                   |                                            |                                            |                                           |                                           |                                           |                                           |                                             |                                             |                                             |                                             |                                             |                                             |                                      |                                      |                                      |                                      |                                      |                                      |  |  |                       |                       |                       |                       |                               |                               |                               |                               |                               |                               |  |  |  |  |  |  |  |  |  |  |  |  |  |  |  |  |  |  |  |  |
|                                     |                                     |                                     |                                     |                                        |                                        |                                        |                                        |                                        |                                        |                                       |                                       |                                       |                                       |                                   |                                   |                                        |                                        |                                        |                                        |                                        |                                        |                                     |                                     |                                            |                                     |                              |                              |                                                   |                                                   |                                                   |                                                   |                                                   |                                                   |                                            |                                            |                                           |                                           |                                           |                                           |                                             |                                             |                                             |                                             |                                             |                                             |                                      |                                      |                                      |                                      |                                      |                                      |  |  |                       |                       |                       |                       |                               |                               |                               |                               |                               |                               |  |  |  |  |  |  |  |  |  |  |  |  |  |  |  |  |  |  |  |  |
|                                     |                                     |                                     |                                     |                                        |                                        |                                        |                                        |                                        |                                        | Beatrix († 1114)                      | Beatrix († 1114)                      | Beatrix († 1114)                      | Beatrix († 1114)                      | Beatrix († 1114)                  | Beatrix († 1114)                  |                                        |                                        |                                        |                                        |                                        |                                        |                                     |                                     |                                            |                                     | Mascarose ep.Odon de Lomagne | Mascarose ep.Odon de Lomagne | Mascarose ep.Odon de Lomagne                      | Mascarose ep.Odon de Lomagne                      | Mascarose ep.Odon de Lomagne                      | Mascarose ep.Odon de Lomagne                      |                                                   |                                                   | Bernard IV (1136 † 1193) comte d'Armagnac  | Bernard IV (1136 † 1193) comte d'Armagnac  | Bernard IV (1136 † 1193) comte d'Armagnac | Bernard IV (1136 † 1193) comte d'Armagnac | Bernard IV (1136 † 1193) comte d'Armagnac | Bernard IV (1136 † 1193) comte d'Armagnac |                                             |                                             |                                             |                                             |                                             |                                             |                                      |                                      |                                      |                                      |                                      |                                      |  |  |                       |                       |                       |                       |                               |                               |                               |                               |                               |                               |  |  |  |  |  |  |  |  |  |  |  |  |  |  |  |  |  |  |  |  |